# Гостињин
Гостињин (пољ. Gostynin) град је у Пољској у Војводству мазовском. По подацима из 2012. године број становника у месту је био 19 205.
.

## Становништво
| 2012.  |
| ------ |
| 19 205 |

## Партнерски градови
- Лангенфелд